# Tom Clancy's Rainbow Six: Vegas 2
Tom Clancy's Rainbow Six: Vegas 2 é um jogo eletrônico do gênero Tiro em primeira pessoa tático. É o sétimo da série Rainbow Six, precedendo Rainbow Six: Shadow Vanguard e seguido de Rainbow Six: Vegas. O jogo que foi anunciado em 20 de novembro de 2007, foi desenvolvido pela Ubisoft Montreal e publicado pela própria Ubisoft para os consoles Xbox 360 e PlayStation 3 em 18 de março de 2008 na América do Norte e 20 de março de 2008 para a Europa, exceto Alemanha, onde o jogo foi adiado. A versão para a plataforma Microsoft Windows foi adiada para o mês seguinte, sendo lançada em 15 de abril de 2008. No Japão, foi lançado para Xbox em 24 de abril de 2008 e em 29 de maio de 2008 para o PlayStation 3.
O jogo, anunciado como "prequela", possui eventos que executados antes e simultaneamente para a história de Logan Keller e continuam depois de onde o primeiro jogo conclui. Além da capacidade de personalizar um personagem no modo multiplayer, o jogador agora pode personalizar Bishop, protagonista de Vegas 2.[carece de fontes?] No modo single-player os desenvolvedores afirmam que melhoraram bastante a AI dos companheiros, de modo que agora os companheiros da equipe cobrirão um ao outro à medida que avançam. Existem também vários novos comandos, por exemplo, a capacidade de um companheiro de equipe jogar uma granada em um ponto específico. Também é possível dar comandos aos companheiros IA usando um headset pelo Xbox 360 ou PlayStation 3 ou um microfone através de PC.